# Richard Gant
Richard Gant (San Francisco, 10 maart 1944) is een Amerikaans acteur. Hij speelde onder meer George Washington Duke in Rocky V. Verder was hij te zien in onder meer Jason Goes to Hell: The Final Friday, Bean, Godzilla, Norbit en Nutty Professor II: The Klumps.
- Biblioteca Nacional de España: XX5439659
- Bibliothèque nationale de France: cb14180069h (data)
- International Standard Name Identifier: 0000 0000 4222 1988
- Library of Congress Control Number: n2007089269
- Virtual International Authority File: 74061705
- WorldCat: E39PBJrrvFMgCp66gyty9ryGHC